# Muse Hassan Sheikh Sayid Abdulle
Musa Hassan Sheikh Sayid Abdulle, também conhecida como Musa Sayyid Hassan,  é um militar e político da Somália . Ele foi o presidente interino da Somália e presidente interino do Parlamento Federal.  Atualmente é o embaixador da Somália na Itália.

## Biografia
Seu nome é transliterado de várias maneiras, incluindo Musa Hassan Abdulle . Mussa Hassan nasceu em 1940 em Shilabo, Ogaden. Abdulle vem do sub-clã Bahgeri do clã maior Darod .

## Carreira

### Carreira militar
Abdulle era um membro proeminente do Exército Nacional Somali. Ele foi um dos três primeiros cadetes somalis a se formar na Academia Militar de Modena, localizada em Modena, norte da Itália. Em 1985, Abdulle recebeu uma bolsa para estudar em Washington, DC. Ele se formou no ano seguinte.

### Governo Federal da Somália

#### Parlamento Federal e presidência interina
Após o fim do mandato do Governo Federal de Transição (TFG) em 20 de agosto de 2012 e o início simultâneo do Governo Federal da Somália, Abdulle, como o legislador mais velho, foi nomeado presidente interino do novo Parlamento durante sua sessão inaugural realizada no Aeroporto Internacional Aden Adde em Mogadíscio. Ele também foi nomeado presidente interino na cerimônia, que também viu o juramento de muitos deputados. A votação para um novo presidente do Parlamento foi realizada em 28 de agosto de 2012, com o ex-ministro dos Transportes e Ministro do Trabalho e Esportes Mohamed Osman Jawari eleito o orador. Em 30 de agosto de 2012, o Parlamento Federal convocou e aprovou por unanimidade um novo comitê encarregado de supervisionar as eleições presidenciais de 2012 na Somália. Na sessão parlamentar presidida pelo novo Presidente Jawari, 15 deputados foram nomeados para o corpo e Abdulle foi nomeado presidente da comissão. A votação acabou sendo realizada em 1º de setembro de 2012, com Hassan Sheikh Mohamud eleito como o novo presidente da Somália.

#### Embaixador na Itália
Em 20 de junho de 2013, Abdulle foi nomeado embaixador da Somália na Itália.